# Camila Martelli
Camila Martelli (c. 1545, Florença – Florença, 30 de maio de 1590) foi a esposa morganática de Cosme I de Médici, Grão-Duque da Toscana. Ela foi a mãe de Virgínia de Médici, futura Duquesa de Módena.

## Biografia
Nascida em uma das famílias mais importantes dos patrícios florentinos, Camila era filha de Antônio Martelli e Fiammetta Soderini. Após a morte da primeira esposa de Cosme, Leonor de Toledo, e após o término de seu relacionamento com Eleonora de Albizi, Camilla se tornou amante de Cosme, apesar de ser vinte e seis anos mais jovem que ele. Camilla ficou ao lado dele durante sua velhice, quando por causa de sua saúde fraca, ele se retirou para a vida privada , abdicando em favor de seu filho Francisco I de Médici.

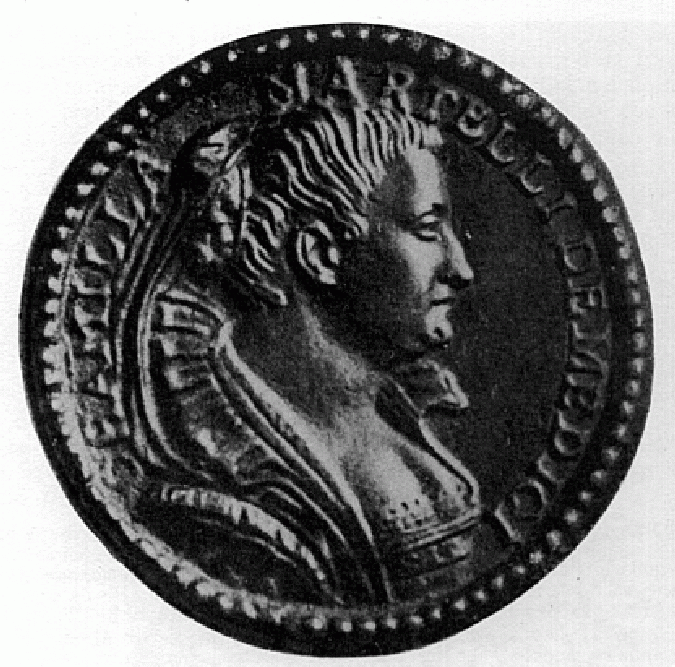
Medalha de possível natureza póstuma de 1590, cuja produção é atribuída a Pastorino de’ Pastorini.

Camilla teve uma filha com Cosme em 1568, Virgínia, mas sempre se ressentia com as crianças do primeiro casamento de Cosme. Apesar da forte oposição por parte de seus filhos, Cosme casou-se com Camilla em 1570, com autorização explícita do Papa Pio V. No entanto, o casamento era morganático e Camilla não recebeu o título de "Grã-duquesa". Em resposta às reclamações de Francisco, Cosme escreveu: "Sou uma pessoa livre e tomei como esposa uma fidalga florentina e de boa família", o que significa que, como ele não era mais grão-duque, ele era livre para escolher sua esposa de qualquer classificação da sociedade. Sua filha, Virgínia, foi legitimada e integrada à linha de sucessão toscana.
Camilla era o principal foco de discussões amargas entre Cosme e seus filhos em sua velhice. Eles não concordavam com seu apetite por luxo ostentoso, que parecia vulgar em comparação com a elegância de bom gosto de sua falecida esposa Leonor de Toledo. O grão-duque, para não despertar escândalo, entrou em reclusão e proibiu festas e celebrações oficiais.
Em 1574, Cosme I, que sofrera um acidente vascular cerebral, tinha mobilidade limitada e não conseguia falar devido a problemas circulatórios; ele morreu em 30 de abril. Após sua morte, Camilla foi forçada a se retirar para o convento florentino de Murate. Ela foi posteriormente transferida para o Convento de Santa Monica. Ela foi autorizada a deixar o convento apenas para assistir ao casamento de sua filha Virgínia, em 6 de fevereiro de 1586, com César d'Este, ele próprio filho de Afonso I d'Este e sua amante Laura Dianti. Ansiosa por ter maior liberdade após a morte de Francisco I, pediu ao grão-duque Fernando I que a deixasse sair do convento. Ele concedeu seu desejo, mas depois de uma série de crises políticas, ele a forçou a voltar para Santa Monica, onde ela morreu em 1590.

## Descendência
1. Virgínia de Médici (29 de maio de 1568 – 15 de janeiro de 1615), casou-se com César d'Este, Duque de Módena, com descendência.